# Cryptosporella betulae
Cryptosporella betulae är en svampart som först beskrevs av Tul. & C. Tul., och fick sitt nu gällande namn av L.C. Mejía & Castl. 2008. Cryptosporella betulae ingår i släktet Cryptosporella och familjen Gnomoniaceae.  Arten är reproducerande i Sverige. Inga underarter finns listade i Catalogue of Life.